# Deskulakització
El terme deskulakització fa referència al seguit de mesures endegades pel govern soviètic per fer front al poder dels kulaks entre 1929 i 1933 per ordres de Ióssif Stalin. Els objectius eren els camperols rics i les seves famílies, que van ser acusats de contrarevolucionaris i capitalistes per acaparar terres i explotar treballadors. Uns trenta mil persones van ser assassinades a les seves hisendes, més de quatre milions de persones van ser deportades o forçats a traslladar-se a altres regions i es van confiscar terres. El pretext era repartir-les entre els més pobres (dins el procés general de col·lectivització a la Unió Soviètica) per assegurar una redistribució de la riquesa, però el procés va portar la fam i la ruïna a regions senceres, amb un cost indirecte d'un sis cents mil víctimes. S'atribueix a la deskulakització un paper determinant en l'esclat de l'holodomor.

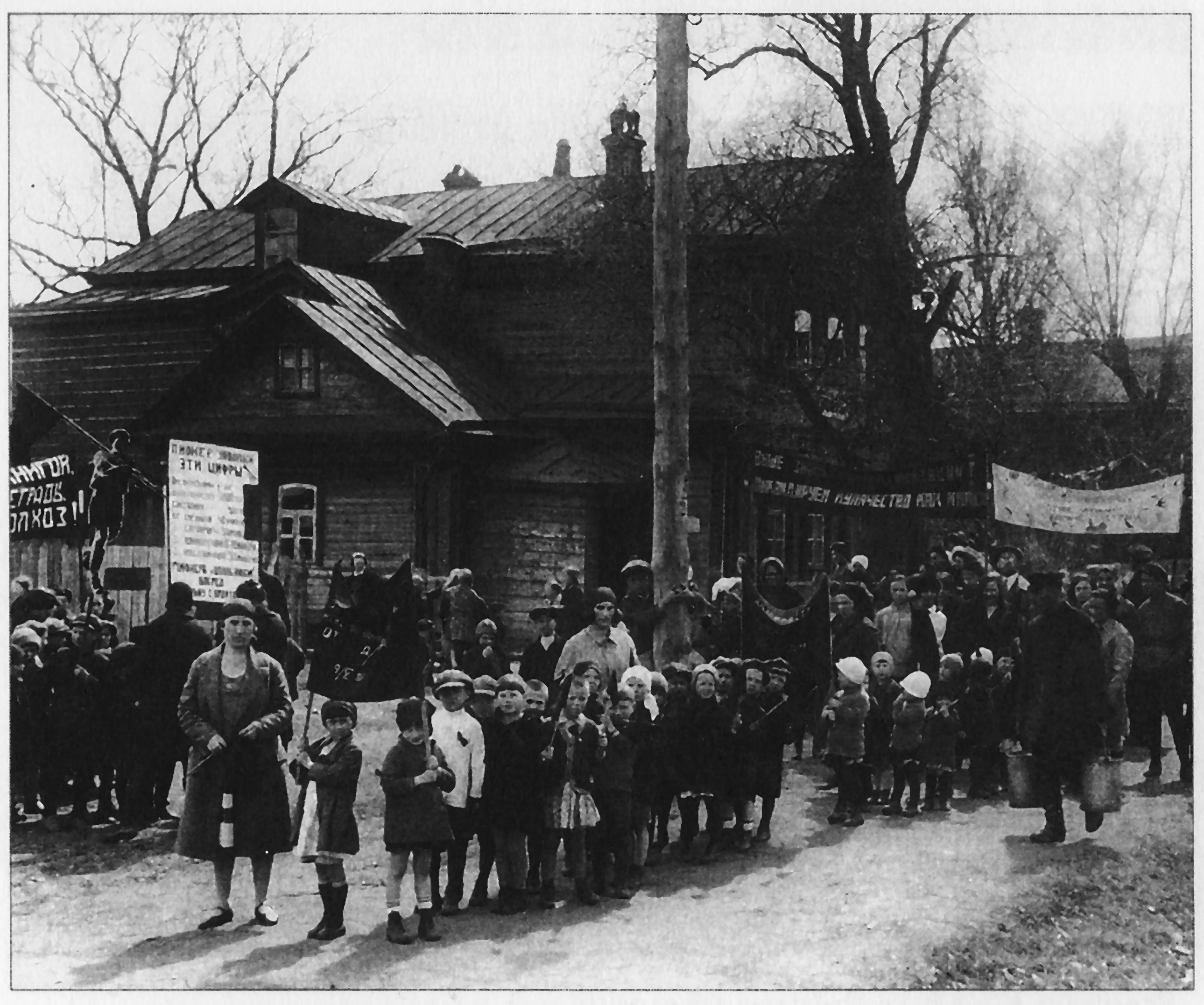
Manifestació en pro de la deskulakització, amb pancartes «Liquidarem la classe dels kulaks» i «Tots lluitant contra els sabotejadors de l'agricultura».

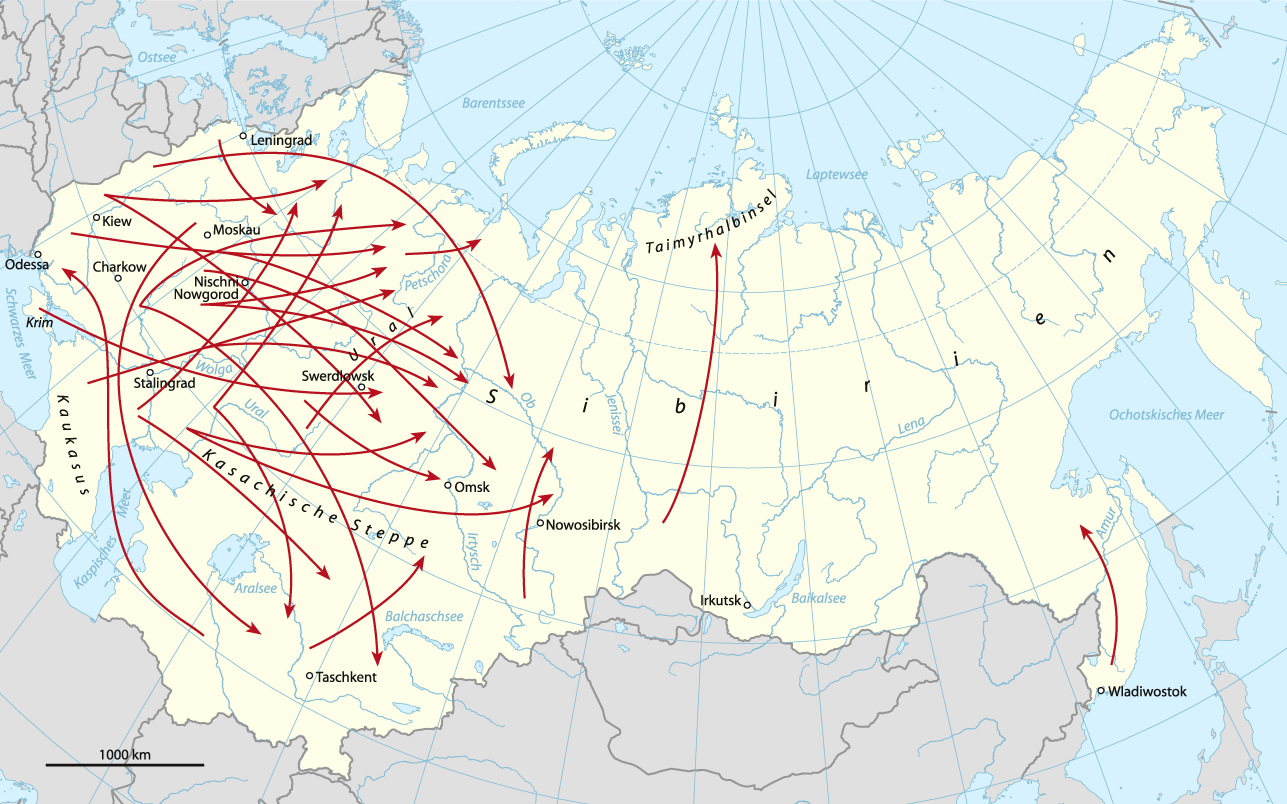
Mapa que mostra els fluxos de deportacions i reubicacions dels camperols

Per aconseguir el suport popular a la campanya, es va acusar els kulaks d'acaparar cereals i provocar la pujada de preus. Això va provocar avalots al camp i la decisió de diverses assemblees de quotes obligatòries, un impost addicional, en forma de gra. La negativa dels propietaris i la picaresca associada provocaren un descens general de la productivitat agrícola. La resistència dels camperols va provocar la detenció d'uns seixanta mil persones, la majoria de les quals foren confinades en camps de concentració acusades d'intentar sabotejar la revolució. També van ser acusades quan no es van produir les millores promeses en l'alimentació general. Viatxeslav Mólotov fou un dels líders organitzadors d'aquesta persecució, que es complementava amb anuncis denigrants amb imatges deformades dels kulaks.
S'animava als obrers i camperols més pobres a exercir la violència juntament amb els enviats de la policia central (OGPU), que saquejaren cases i cremaren terres i maquinària, per tornar a una agricultura tradicional no lligada a la tècnica occidental. Les famílies deportades o assenyalades com a afins als kulaks eren separades i els homes enviats a camps de treball. Aquesta violència aviat exercí l'efecte contrari i a nombrosos indrets els camperols es van oposar a col·laborar, formant associacions de resistència, amagant els estris i sabotejant el pla. Ucraïna i Sibèria van ser les regions més actives en aquesta resistència. Les protestes burocràtiques contra confiscacions indegudes van arribar massivament al Partit Comunista, que va respondre en reconèixer casos aïllats d'extralimitació i dictar una pausa temporal en la deskulakització el 1930, per reprendre el procés posteriorment en una segona fase, que va finalitzar per canvis en la política econòmica.
La propaganda oficial, tanmateix, sempre va vendre la deskulakització com un gran èxit que havia aconseguit portar la revolució al camp i millorar-lo amb una distribució justa de les terres i un augment voluntari de les quotes de treball per al bé comú.